# Scott R. Fisher
Scott R. Fisher é um especialista em efeitos visuais estadunidense. Venceu o Oscar de melhores efeitos visuais na edição de 2015 por Interstellar, ao lado de Paul Franklin, Andrew Lockley e Ian Hunter.

## Filmografia
- Total Recall (1990)
- Terminator 2: Judgment Day (1991)
- The Last of the Mohicans (1992)
- Last Action Hero (1993)
- True Lies (1994)
- Batman Forever (1995)
- Titanic (1997)
- End of Days (1999)
- A.I. Artificial Intelligence (2001)
- Men in Black II (2002)
- Minority Report (2002)
- Hulk (2003)
- Lemony Snicket's A Series of Unfortunate Events (2004)
- Van Helsing (2004)
- Pirates of the Caribbean: Dead Man's Chest (2006)
- Bedtime Stories (2008)
- Twilight (2008)
- Inception (2010)
- X-Men: First Class (2011)
- John Carter (2012)
- The Dark Knight Rises (2012)
- Fury (2014)
- Interstellar (2014)
- Suicide Squad (2016)